# 2012年香港特別行政區行政長官選舉電視辯論

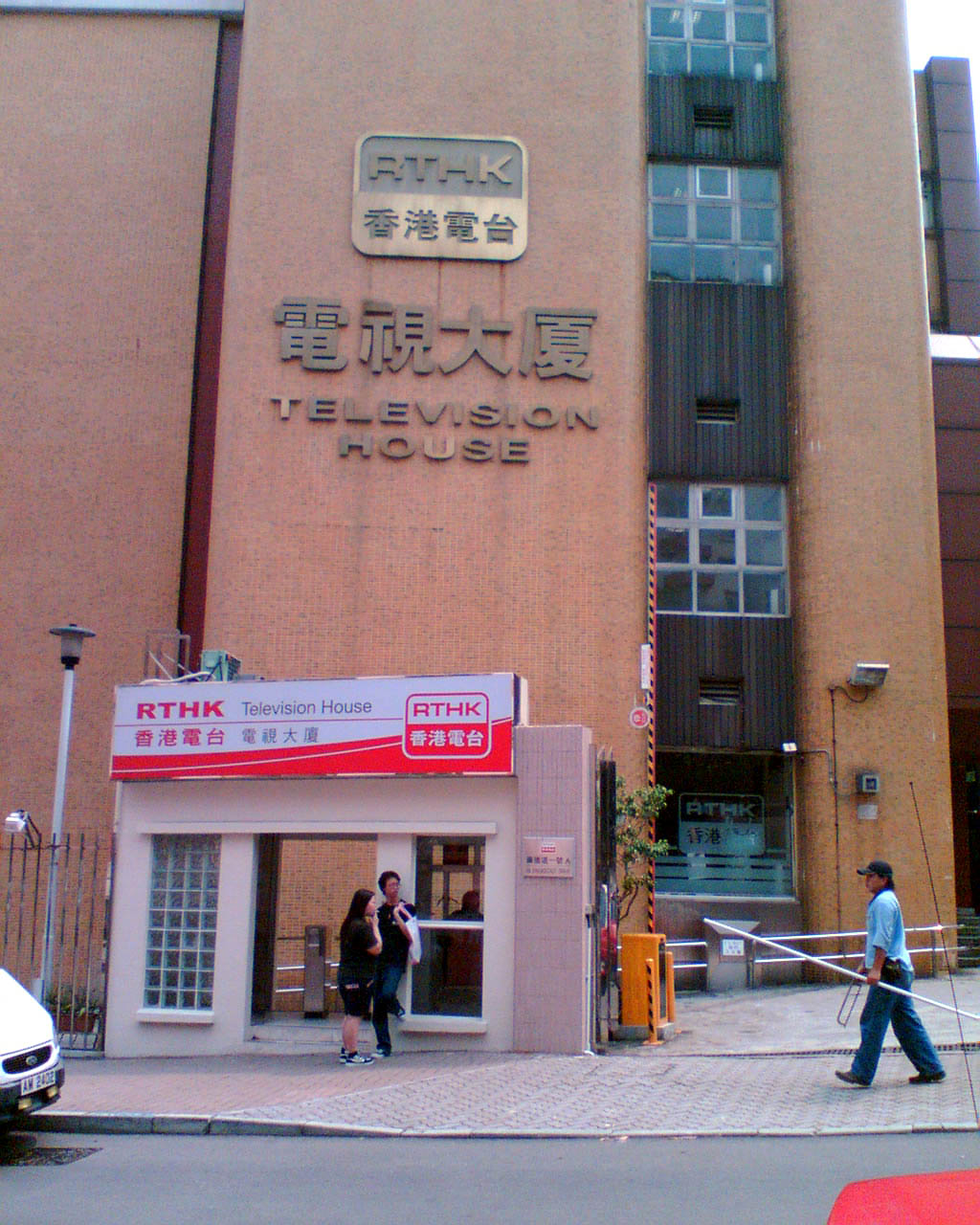
香港電台電視大廈

2012年行政長官選舉辯論，是香港一個現場直播節目，2012年3月16日晚上8時首播，由10個電子傳媒：無綫電視、亞洲電視、有線電視、NOW寬頻電視、商業電台、香港電台、新城電台、鳳凰衛視香港台、香港寬頻電視、dbc數碼電台、鳳凰優悅廣播聯合舉辦，地點位於九龍九龍塘廣播道香港電台電視大廈，是為2012年香港特別行政區行政長官選舉而舉行的首個電視辯論節目。論壇主持為謝志峰，並由港大和嶺大以抽樣方式選出約100名市民出席，部份出席市民有機會提問。論壇由慈善機構龍耳提供4名手語翻譯員進行即時手語傳譯。每名候選人各可帶同2名競選辦成員入場。

## 出席者
- 出席辯論候選人：1號梁振英、2號何俊仁、3號唐英年
- 主持人：許方輝（無綫電視）、謝志峰（香港電台）
- 發問代表：林妙茵（有線電視）、羅振邦（鳳凰衛視）、彭紹經（新城電台）、吳宜婷（亞洲電視）、于盈（鳳凰優悅廣播）、張述慧（香港寬頻電視）、何翠萍（商業電台）、 黎則奮（DBC數碼電台）、黃嘉瑜（now寬頻電視）
- 現場觀眾：由香港大學及嶺南大學民調中心隨機抽出150名市民。
- 手語翻譯員︰由慈善機構龍耳提供4名手語翻譯員進行即時手語傳譯。

## 直播頻道
由香港電台借出場地並負責現場電視製作，多間電子傳媒包括無綫電視、亞洲電視、有線電視、now寬頻電視等聯合現場轉播。進行現場直播的電子傳媒頻道包括：
| 電視 - 亞洲電視本港台 - 無綫電視翡翠台與高清翡翠台 - 有線電視直播新聞台與直播新聞台 - now寬頻電視新聞台與直播台 - 香港寬頻bbTV直播資訊台 - 鳳凰衛視香港台 | 電台 - 香港電台第一台、第三台和普通话台 - 雷霆881商業一台 - 新城財經台 - U Radio綜合台 - 數碼大家台 |

電視直播期間，由慈善機構龍耳提供即時手語傳譯。

## 規則
- 即場實時進行辯論及介紹政綱，可以有條件插咀，電視辯論全長兩小時，設4個環節：

1. 開場發言，每位候選人各有1分鐘。
2. 記者和現場觀眾發問，共36分鐘：每個候選人會接受1名記者、3個現場觀眾15秒發問，候選人可用45秒回笞，其間另外兩名候選人可用15秒追問同一議題，回應的候選人則可再就每個追問以45秒回應。
3. 自由辯論共24分鐘：分為3節，每個候選人於3節各有2分鐘、3分鐘和3分鐘輪流主持，可向任何一名候選人自由發問，並可決定是否容許另一人舉手後插咀。
4. 總結用6分鐘：每個候選人各有2分鐘。

## 辯論內容

### 自我介紹
辯論開始的時候，兩位主持給予每位候選人一分鐘的自我介紹，以下是各候選人的自我介紹內容：
| 發言順序 | 自我介紹內容 |
| 梁振英   | 指參選是希望與全港市民齊心為未來打拼，政綱主題是「行之正道，穩中求變」，強調對香港問題不能視而不見，表明即使要觸碰既得利益集團，亦要迎難而上。 |
| 何俊仁   | 指今次選舉充滿「黑」、「金」，「黑」是指中央欽定、接受的候選人泥漿摔角、互爆黑材料；「金」則是批評唐梁為爭取民望「假裝公正」，但實際與地產商千絲萬縷，他表明自己參選，是代表市民挑戰不公義的小圈子選舉。                                                                                               |
| 唐英年   | 主動提及負面新聞，並在一分鐘內兩度鞠躬，向市民道歉，指自己不是一個完人，而且私生活不夠檢點，但強調若在特首選舉選錯候選人，將會把香港政治、經濟推上不歸路，承諾當選後會捍衛核心價值，令香港成為「有法治、有自由、無貪腐、無黑金」的社會。發言後還剩數秒的唐英年，更走出講台再次鞠躬道歉，換來觀眾掌聲。 |

### 焦點
- 在辯論中，唐英年全程直呼梁振英和何俊仁的名字（例如「梁振英你……」、「阿梁振英……」），一次也沒有以「先生」稱呼兩人，被批評為沒有禮貌和不尊重對手[5]。
- 唐英年在較早的場合稱會在君子之爭比政綱的同時，卻在辯論中提出涉及對手梁振英的黑材料，聲稱梁曾在政府高層會議中提出縮短商業電台續牌的牌照時間，並在討論《基本法》廿三條立法風波期間提到可能需要出動防暴隊對付示威者，梁即時否認[6]。

#### 唐英年指梁振英要以防暴隊對付示威者
唐英年表示，時任工商及科技局局長的他在2003年時親耳聽到梁振英提及香港終有一天需要出動防暴隊及催淚彈對付示威者，又披露這番言論來自當年七一50萬人遊行後有關二十三條立法的行政會議。梁振英否認指控，並且批評唐英年在沒有任何證據下便指控他，是「罔顧事實、顛倒是非黑白、意圖抹黑對手，蒙蔽七百萬市民」，並認為唐英年就此事到廉署備案的做法是「賊喊捉賊」，並且保留追究權利。唐英年回應「你呃人」，指梁振英否認有講過與事實不符，會向他發送律師信件，又表示已經向廉政公署備案，並且歡迎梁振英控告他誹謗。前保安局局長葉劉淑儀表示，沒有印象梁振英有說過這番言論；前教育統籌局局長李國章及前衞生福利及食物局局長楊永強亦指出，當時並沒有聽聞有人提出以防暴隊對付示威者。唐英年表示在一些重大事情上，有其它價值比守則更重要。

## 總結

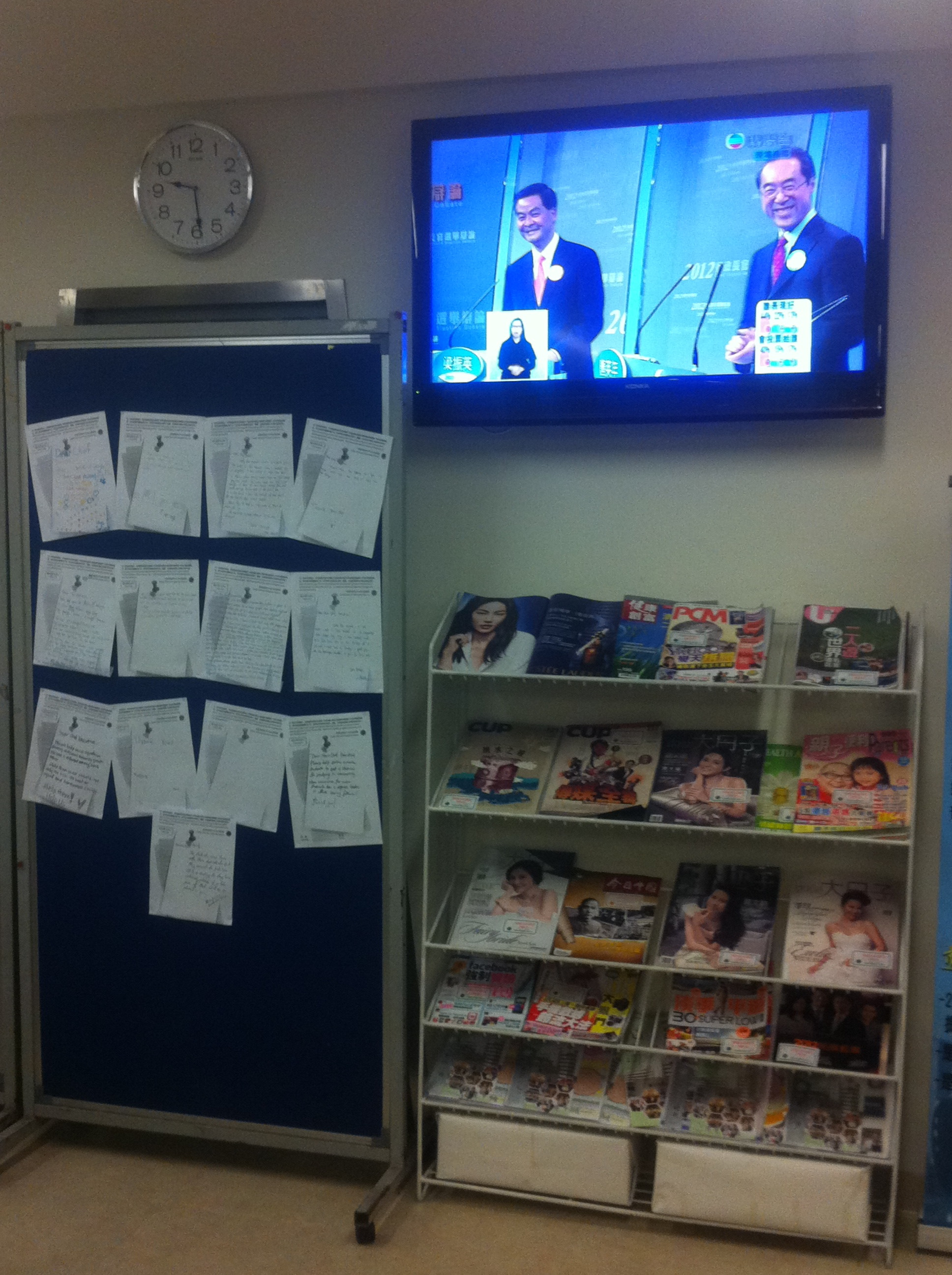
2012行政長官選舉辯論

### 會場安排
當日特首選舉辯論，由大會即場抽籤決定誰可向特首候選人提問，但每人提問時間只有15秒，有份提問的市民紛紛表示時間不足。

### 採訪爭議
2012年3月16日晚上，經濟日報攝影記者潘政祁在辯論會場外採訪，打算拍攝梁振英接收團體請願信時，突然被多名警務人員拉開，即使潘政祁不斷重申自己是記者，仍被警方拉到港台電視大廈對面馬路。潘政祁表示自己沒有在事件中受傷，但在糾纏其間，外籍總督察潘毅德捉住他的雙手，更把他推到電視大廈對面馬路，在沒有理據下數次向他說︰「You are under arrest」（你已經被捕），其後由警察公共關係科解釋是一場誤會，最後獲釋。不過梁振英已經進入會場，他認為警方令他採訪工作嚴重受阻。
事件過後，潘政祁於2012年3月18日早上十時，聯同香港攝影記者協會五個代表，帶同由其他傳媒提供有關他當日被阻撓採訪的照片，到香港警察總部的警察投訴課投訴，指警方阻撓採訪及無理拘捕。他表示今次的投訴是希望警方正視記者被阻撓採訪問題，要求解釋他當日被捕的原因，並不希望事件再發生，又稱擔心警方日後會在沒有任何通知下，阻止記者採訪。
香港攝影記者協會發表聲明，對警方在不合理情況下阻止合法採訪，表示憤慨，促請警方調查，若果事件屬實的話便應道歉。
時任警務處處長曾偉雄表示得悉有攝影記者受到警方不恰當對待，警方會關注有關事件，但留意到當晚有示威者不守秩序，警方會作出跟進，強調警方有責任確保選舉順利舉行。

### 場外示威
2012年3月16日晚上，有一百多名示威者聚集在港台電視大廈門外，他們分別屬於人民力量、社民連、基層住屋組織等多個團體，主要狙擊兩名建制派候選人梁振英和唐英年。
梁振英及競選辦人員乘坐雙層開篷巴士到場，唐英年和競選辦人員，亦乘旅遊巴到場。唐梁兩人到逹辯論會場時開始引起混亂，他們因示威者抗議一度無法下車，唐梁兩人最後需在較遠位置下車。3名特首候選人分別有與示威者握手，其間大批警員在場戒備，示威者與警方一度為架起鐵馬而爭執。
社民連曾健成帶同3盤蛋送給3人：皮蛋送予梁振英，批評他「金玉其外」；鹹蛋則送給唐英年，指他「鹹到出汁」；鵪鶉蛋送給何俊仁，諷刺民主黨是「鵪鶉」，其後三位候選人的競選團隊接過部分請願物品。另一方面，人民力量則手持「唔要狼、唔要豬，唔要一pat屎」的標語，批評今次特首選舉是小圈子選舉。
晚上11時辯論會結束後，過百名示威者再度堵塞港台停車場出口。由於唐英年在辯論期間指控梁振英在討論23條立法時，曾說過「始終有一次要出動防暴隊還是催淚彈對付示威」，亦曾提議縮短商台牌照期，因此梁振英離場時被大批示威者包圍，要求他交代，最後要由警務人員協助開路才能離開。

## 候選人表現

### 專家回應
明報記者在選舉辯論前邀請包括陶傑、張堅庭、蔡子強及黃桂林四人作為評判，分別就候選人在辯論期間的內容、詞鋒、風度、反應急才、身體語言五方面表現評分，各以20分為滿分，以計算3名候選人在辯論期間的表現。
四位評判表示，以平反六四、廢除功能組別等敏感議題狙擊唐、梁兩人的何俊仁，在內容和風度得分領先，總分有71分，成為表現最佳的候選人。主動揭露梁振英負面消息的唐英年，雖然在「風度」方面失分，卻在詞鋒和急才表現最佳，洗脫以往予人「口齒不清」的形象，被蔡子強形容表現脫胎換骨，因此僅次於何俊仁，總分得70.5分。梁振英雖然因表現穩打穩紮，身體語言得分比其餘兩人要好，但總分卻是三人之中最低，只得68分。
下表是四位評判對特首三位候選人的評語：
| 評判   | 身份                               | 對梁振英評語 | 對唐英年評語 | 對何俊仁評語 |
| 陶傑   | 香港著名作家                       | 整體表現勝算在握，回答六四事件等敏感問題時打官腔，可能擔心日後要向北京政府交代，但對答思維相對清晰。                             | 指唐英年最難評分，但肯定比以前有明顯進步，相信今次辯論有助他挽回部分民望。以前他口齒不清，答記者問題打官腔。不過今次電視辯論能看出他是抱着「哀兵心態」，敢於發言，信心比以往增強、沒有背稿，例如能勇敢指出梁振英「騙人」，表現真實。      | 在三位候選人當中提出的，都是市民最想從唐、梁兩人口中知道的問題，攻勢凌厲，成功令唐梁兩人出醜。但另一方面，何其實在不少議題上，自己也沒有答案，相信何本人也認為自己當選無望。 |
| 張堅庭 | 香港著名導演                       | 指梁面對唐拋出的「黑材料」的即時反應甚佳，斬釘截鐵否認，而且沒有任何猶豫的小動作，眼神依然堅定。                                 | 指唐英年向梁振英拋出的「黑材料」，從內容來說絕對是滿分。 | 指何俊仁由於是律師出身，答辯經驗豐富，沒有任何包袱可言，故表現頗佳，但唯獨是身材較吃虧，難以發揮身體語言的作用。                                                             |
| 蔡子強 | 香港中文大學政治與行政學系高級導師 | 表現穩打穩紮，露出笑容、準備資料足，亦有風度，但結果是他比唐、何都不突出，顯示民望較領先的他「不求有功，但求無過」。             | 表現脫胎換骨，擺脫了過往予人詞不達意的形象，而且爭取機會，辯論開始便深鞠躬道歉，相信是明白自己民望處於劣勢，要借此挽回分數，但不代表他的表現可得高分。 針對唐英年向梁振英拋出「黑材料」的舉動，明顯令自己有失風度，這種做法可謂兩敗俱傷。 | 在三位候選人當中最揮灑自如，因為辯論中唐梁大部分時間在互相批評，令他可以隨心所欲發問，不用忙於招架。                                                                         |
| 黃桂林 | 口才培訓導師                       | 表現在三位候選人中最淡定，以及有風度，即使多次被其他對手或觀眾打斷發言，他的臉部都沒有流露出不開心的表情，繼續冷靜地與對手辯論。 | 指唐最大問題是，在整場辯論中直呼梁、何二人名字，予人無禮貌、不尊重的印象。這種辯論策略對強勢者有利，但以唐現時的民望、辯論氣氛來說，可謂弄巧反拙。                                                                                        | 單以辯論表現而言，何在辯論中敢講、敢挑戰對手，有助他的民望上升。 |

### 聽眾回應
2012年3月17日，香港電台烽煙節目「千禧年代」特設「特首選舉號外」環節，開放大氣電波予市民發表意見，討論前一天三位特首候選人在電視辯論的表現。
大部分聽眾對該次辯論感到失望，指候選人並沒有把握時間質疑對手的政綱和團隊，只顧互揭醜聞。此外，也有多名市民指摘唐英年曾參與行政會議，理應遵守保密守則，但卻在論壇上泄露政府高層會議談話，是不負責任。至於唐英年指責梁振英在討論23條立法時，曾說過「始終有一次要出動防暴隊還是催淚彈對付示威」，亦曾提議縮短商台牌照期，有聽眾相信唐英年沒有說謊，認為唐是犧牲自己，保障香港利益，而梁振英不可信，指梁為人城府太深，永遠只揀選一些對自己有利的言論，擔心他當選後本港言論自由會進一步被扼殺。有聽眾更呼籲投白票，因兩位建制派候選人明顯誠信已破產。